# Hans Leygraf
Hans Leygraf, född 7 september 1920 i Stockholm, död 12 februari 2011 i Stockholm, var en svensk pianist, pianopedagog, dirigent och tonsättare. Han var son till Alois Leygraf och Maria Pieniczka samt från 1944 gift med Margarethe Stehle.

## Biografi
Leygraf studerade piano för Gottfrid Boon i Stockholm och Anna Hirzel-Langenhan i Schweiz. Han var en av Sveriges internationellt mest kända musiker samt även en berömd pedagog. Han undervisade vid Edsbergs musikinstitut utanför Stockholm, i Darmstadt, Hannover, Berlin och Salzburg. I Salzburg var han professor i piano vid Musikhochschule Mozarteum mellan 1972 och 1990, men fortsatte fram till 2007 att där ge lektioner för särskilt talangfulla studenter. Han gav konserter ännu 2010 (80 år efter debuten) och var förmodligen mest känd för sina tolkningar av Mozart och Schubert.
Som tonsättare var Leygraf medlem i Måndagsgruppen, men han slutade komponera redan på 1940-talet.

## Priser och utmärkelser
- 1961 – Ledamot nr 696 av Kungliga Musikaliska Akademien
- 1970 – Grammis för albumet Mozarts pianokvartett Ess-dur och Ludvig Normans stråkkvartett a-moll i kategorin "Årets seriösa produktion" (med Saulescokvartetten)
- 1977 – Litteris et Artibus
- 1983 – Svenska grammofonpriset för albumet Mozart: Pianosonater vol. 1
- 1984 - Österreichisches Ehrenkreuz für Wissenschaft und Kunst
- 1994 - Silbernes Ehrenzeichen für Verdienste um die Republik Österreich
- 1999 – Medaljen för tonkonstens främjande
- 2003 – Filosofie hedersdoktor vid Luleå tekniska universitet[6]

## Diskografi
- Stenhammar Piano Concerto No. 2, Gothenburg Radio Orchestra / Sixten Eckerberg. Radiotjänst 1946
- Blomdahl: Chamber Concerto. London Symphony Orchestra, Sixten Ehrling. DECCA 1965
- Mozart: Piano Concerto K.414, Fantasia K.475, Sonata K.457. The Swedish Radio Symphony Orchestra, Stig Westerberg. EMI 1976
- Beethoven: Piano Concerto No. 2, Nationalmusei Chamber Orchestra, Claude Genetay. Polar 1980
- Mozart: Piano Sonatas. SR Records vol. 1 1982, vol. 2 1984
- Three Schubert Recitals. Caprice Records 1994
- Wolfgang Amadeus Mozart: The Complete Piano Sonatas. dB Productions 2002
- Claude Debussy: The Preludes. dB Productions 2006
- Joseph Haydn: Piano Sonatas, The 1960 and 2007 recordings, 2CD. dB Productions 2008
- Mozart: The Complete Piano Sonata Box. dB Productions Jan. 2006
- Beethoven: Opus 111 A Tribute to Pianist Hans Leygraf (1920–2011). dB Productions Sep. 2011 (Beethoven op. 110, recorded 1973 & Beethoven op. 111, recorded 1980)

## Videografi
Hans Leygraf: Fundamental piano lessons, 2006

## Några elever
- Ewa Engström
- Bengt Andersson
- Pi-Hsien Chen
- Amalie Malling
- Hans Pålsson
- Laszlo Simon
- Einar Steen-Nökleberg
- Arne Torger
- Kei Itoh
- Andrei Nikolsky
- Håvard Gimse
- Jan Jiracek
- Stefan Arnold
- Markus Groh
- Eugen Mursky
- Igor Levit
- Mats Jansson